# Tomasz Rysz
Tomasz Rysz (ur. 30 lipca 1976 w Sanoku) – polski hokeista, reprezentant Polski.

## Kariera
- STS Sanok (1991–1995)
- SMS „Orlęta” Sosnowiec (1994-1997)[1][2]
- STS Sanok (1995–2000)
- SKH Sanok (1999-2000)
  -  Olimpia (1996–1997)
- Rockford IceHogs (2000)

Początkowo trenował piłkę nożną w Stali Sanok w kategorii trampkarzy. Później podjął się uprawiania hokeja na lodzie w sekcji tego klubu, działającej do 1991 i został jej wychowankiem. Przed edycją II ligi 1991/1992 mając 15 lat został włączony do składu seniorskiej drużyny kontynuatora Stali, zespołu STS Sanok, który w tym sezonie wywalczył awans do I ligi I ligi. Od 1994 był uczniem i zawodnikiem NLO SMS PZHL Sosnowiec (przekazany do historycznie pierwszego rocznika jako jedyny zawodnik z STS), którego został absolwentem w 1996. W sezonie I ligi 1992/1993 w wieku 16 lat zdobył gola w meczu STS przeciw aktualnemu wicemistrzowi Polski, drużynie Naprzodu Janów (wynik 5:2). W latach 90. był zawodnikiem SMS PZHL Sosnowiec oraz macierzystego STS Sanok. W 2000 wyjechał do USA. Podpisał kontrakt z klubem Rockford IceHogs występującym wówczas w rozgrywkach United Hockey League i był krótkotrwale zawodnikiem tej drużyny. Po stracie miejsca w składzie tej drużyny pojawiła się szansa powrotu Rysza do składu SKH Sanok.
Został reprezentantem juniorskich kadr Polski: do lat 18 (wystąpił na turnieju mistrzostw Europy juniorów w 1994), do lat 20 (wystąpił na turniejach mistrzostw świata juniorów Grupy B w 1994, 1995, 1996). Uczestniczył w turnieju hokejowym na Zimowej Uniwersjadzie 1997. Został także kadrowiczem reprezentacji Polski seniorów, w barwach której rozegrał osiem meczów i zdobył dwa gole.
W wieku 24 lat zakończył karierę. Zamieszkał na stałe w Stanach Zjednoczonych. Po zakończeniu czynnej kariery zawodniczej podjął występy w amatorskiej drużynie polonijnej w Stanach Zjednoczonych wspólnie z innymi byłymi polskimi hokeistami.

## Osiągnięcia
Indywidualne
- Trzecie miejsce w plebiscycie na najpopularniejszego sportowca Sanoka za rok 1997[12][13]